# Waltraud Dietsch
Waltraud Dietsch z domu Birnbaum (ur. 26 listopada 1950 w Staßfurcie) – niemiecka lekkoatletka, sprinterka, mistrzyni Europy z 1974. W czasie swojej kariery reprezentowała Niemiecką Republikę Demokratyczną.
Specjalizowała się w biegu na 400 metrów. Zwyciężyła w niej na europejskich igrzyskach juniorów w 1968 w Lipsku. Zajęła 5. miejsce w sztafecie 4 × 400 metrów na mistrzostwach Europy w 1969 Atenach.
Zdobyła srebrny medal w biegu na 400 metrów na halowych mistrzostwach Europy w 1973 w Rotterdamie, za Veroną Bernard z Wielkiej Brytanii, a przed swoją koleżanką z reprezentacji NRD Renate Siebach. Na kolejnych halowych mistrzostwach Europy w 1974 w Göteborgu wywalczyła na tym dystansie brązowy medal (wyprzedziły ją jedynie Jelica Pavličić z Jugosławii i Nadieżda Iljina ze Związku Radzieckiego).
Zwyciężyła w sztafecie 4 × 400 metrów na mistrzostwach Europy w 1974 w Rzymie (sztafeta NRD biegła w składzie: Brigitte Rohde, Dietsch, Angelika Handt i Ellen Streidt). 
Dietsch była mistrzynią NRD w biegu na 400 metrów w 1968 oraz brązową medalistką na tym dystansie w 1970, a także brązową medalistką w sztafecie 4 × 400 metrów w 1972 i 1973. W hali była mistrzynią NRD w biegu na 400 metrów w 1970 oraz wicemistrzynią w 1973 i 1974, a także wicemistrzynią w biegu sztafetowym w 1973.
Była czterokrotnie rekordzistką NRD w sztafecie 4 × 400 metrów do czasu 3:32,0 osiągniętego 2 sierpnia 1970 w Berlinie. Jej rekord życiowy w biegu na 400 metrów wynosił 52,86 s; został uzyskany 10 sierpnia 1975 w Poczdamie. 
Startowała w klubie SC Magdeburg.